# Brug 66
Brug 66 is een vaste brug in Amsterdam-Centrum.
De verkeersbrug is gelegen in verlengde (staduit) van de Runstraat en voert over de Prinsengracht. In tegenstelling tot de bruggen ten noorden van haar sluit deze brug wel aan op een doorgaande verkeersroute, namelijk die van de noordelijke kade van de Looiersgracht. De brug, zelf geen monument, is omringd door rijksmonumenten, vooral aan het eind van de Runstraat.
Er ligt hier al eeuwen een brug. Balthasar Florisz. van Berckenrode tekende hier een brug op zijn kaart van 1625, dan gelegen over de Prince Graft van Run Straet naar Loyers Graft. Pieter Oosterhuis legde op een foto van hem nog een boogbrug vast. De brug is ook weergegeven op een tekening van G. Warnars, Noach van der Meer en P. den Hengst, waarop de brand te zien is in de Amsterdamsche Schouwburg, gevestigd aan de Keizersgracht, maar dan gezien vanaf de Looierssluis in de Prinsengracht. Die brand vond plaats op 11 mei 1772. Vermoedelijk is de brug eind 19e eeuw verlaagd om tegemoet te komen aan het landverkeer; het scheepvaartverkeer hier nam af. De brug heeft namelijk uiterlijke kenmerken van bruggen die eind die eeuw werden verlaagd en verbreed, zie met name in de dragers van de verbredingen. Het is dan ook een plaat- dan wel liggebrug geworden. Begin 21e eeuw werd het brugdek vervangen door donker baksteen, gelegd tussen natuurstenen stoepranden.

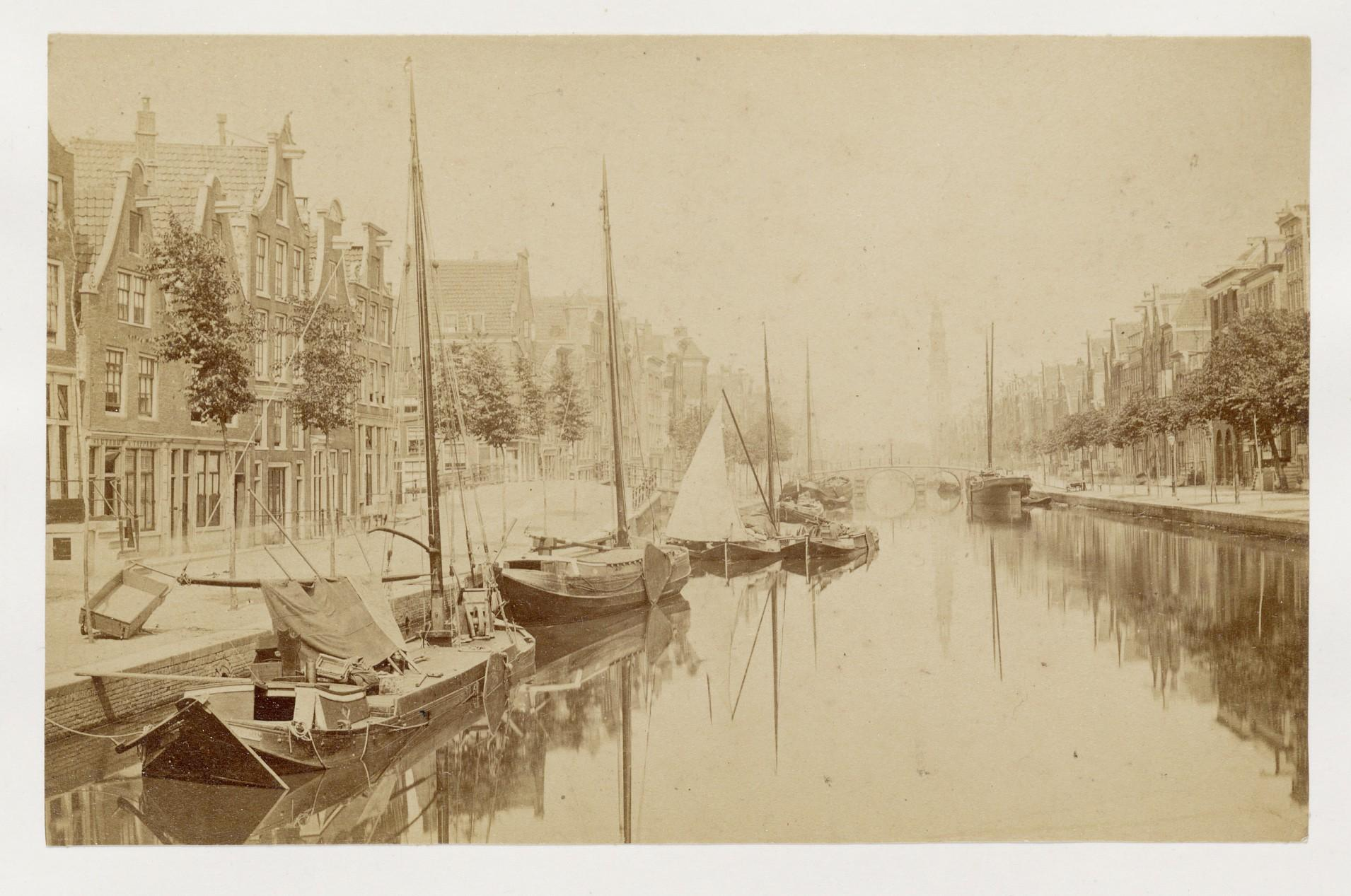
De brug door Pieter Oosterhuis (19e eeuw)

Lekkeresluis ·
Prinsensluis ·
Leliesluis ·
Nieuwe-Wercksbrug ·
Reesluis ·
Berensluis ·
Brug 66 ·
Angenietje Swartbrug ·
Aalmoezeniersbrug ·
Brug 69 ·
Walenweeshuissluis ·
De Duifbrug ·
Brug 75 ·
Frans Hendricksz. Oetgensbrug
1 · 2 · 3 · 4 · 5 · 6 · 7 · 8 · 9 · 10 · 11 · 12 · 13 · 14 · 15 · 16 · 17 · 18 · 19 · 20 · 21 · 22 · 23 · 24 · 25 · 26 · 27 · 28 · 29 · 30 · 31 · 32 · 34 · 35 · 36 · 37 · 38 · 39 · 40 · 41 · 42 · 43 · 44 · 45 · 46 · 47 · 48 · 49 · 50 · 51 · 52 · 53 · 54 · 55 · 56 · 57 · 58 · 59 · 60 · 61 · 62 · 63 · 64 · 65 · 66 · 67 · 68 · 69 · 70 · 71 · 72 · 73 · 74 · 75 · 76 · 77 · 78 · 79 · 80 · 81 · 82 · 84 · 85 · 86 · 87 · 88 · 89 · 90 · 91 · 92 · 93 · 94 · 95 · 96 · 97 · 98 · 99 · >>>
Brugnummers 33 en 83 zijn niet (meer) vergeven